# Roger Gautier
Pour les articles homonymes, voir Gautier.
Roger Gautier est un rameur français né le 11 juillet 1922 à Paris et mort dans la même ville le 1er mars 2011. 

## Biographie
Roger Gautier dispute avec Marc Bouissou, Pierre Blondiaux et Jean-Jacques Guissart l'épreuve de quatre sans barreur aux Jeux olympiques d'été de 1952 à Helsinki et remporte la médaille d'argent. 